# Мерино, Сабин
Сабин Мерино Сулоага (исп. Sabin Merino Zuloaga; род. 4 января 1992 года, Урдулис, Испания) — испанский футболист, нападающий клуба «Реал Сарагоса», выступающий на правах аренды за «Расинг (Ферроль)».

## Клубная карьера
Сабин родился в Урдулисе, Бискайя, и начал играть в футбол в юношеской команде ФК «Данок Бат». Летом 2011 года он со второй попытки смог закрепиться в системе «Атлетик Бильбао», дебютировав за юношескую команду басков «Баскония».
21 июня 2013 года Сабин был переведен в резервную команду «Атлетика» — «Бильбао Атлетик», игравший в Сегунде-Б. 29 июня 2015 года, после блестяще проведенного предыдущего сезона, в котором он забил 18 голов и помог Бильбао впервые за последние 19 лет вернуться в Сегунду, Сабин был переведён в главную команду «Атлетика».
Сабин сыграл свой первый матч за «Атлетик Бильбао» 6 августа 2015 года, выйдя во втором тайме на замену вместо Хави Эрасо в завершившемся вничью 0-0 гостевом матче против бакинского «Интера» в Лиге Европы УЕФА. После ухода нападающего Гильермо Фернандеса в аренду Сабин стал постоянным игроком главной команды, получив игровой номер 25.
Сабин вышел в основе в матче Суперкубка Испании 2015, в котором Атлетик сенсационно разгромил «Барселону» 4-0, на позиции левого вингера и отдал голевой пас на Адуриса. Свой первый гол на профессиональном уровне игрок забил 20 августа в матче против словацкой «Жилины» в Лиге Европы (2-3).
Свой первый гол в испанском первенстве Сабин забил 23 сентября 2015 года в проигранном 1-2 домашнем матче против «Реала».
16 февраля 2016 года Сабин продлил контракт с «Атлетиком Бильбао» до 30 июня 2019 года. Сумма выкупа 30 миллионов евро.

## Достижения
«Атлетик Бильбао»
- Обладатель Суперкубка Испании: 2015